# 井内谷村
井内谷村（いうちだにそん）は、徳島県三好郡にあった村。現在の三好市井川町の南部にあたる。

## 地理
- 山岳 ： 綱付山、五ノ丸山、日ノ丸山
- 河川 ： 井内谷川

## 歴史
- 1889年（明治22年）10月1日 - 町村制の施行により、近世以来の井内谷が単独で自治体を形成。
- 1959年（昭和34年）4月1日 - 辻町と合併して井川町が発足。同日井内谷村廃止。